# Cucharada

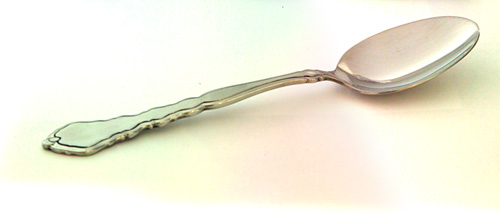
Una cuchara con capacidad aproximada de 15 ml.

La cucharada es una medida común de cocina que indica el volumen de ingredientes empleados en la elaboración de cualquier preparación culinaria. Su medida corresponde aproximadamente al volumen contenido en una cuchara, donde suelen caber de 7 a 20 mililitros. Es una unidad aproximada (tiene interpretación variada), por lo que al decir sus equivalencias, no se deben proporcionar precisión empleando decimales. Medidas en mililitros son preferidas para resolver toda ambigüedad.
En recetas se abrevia la medida como cda.

## Cucharada métrica

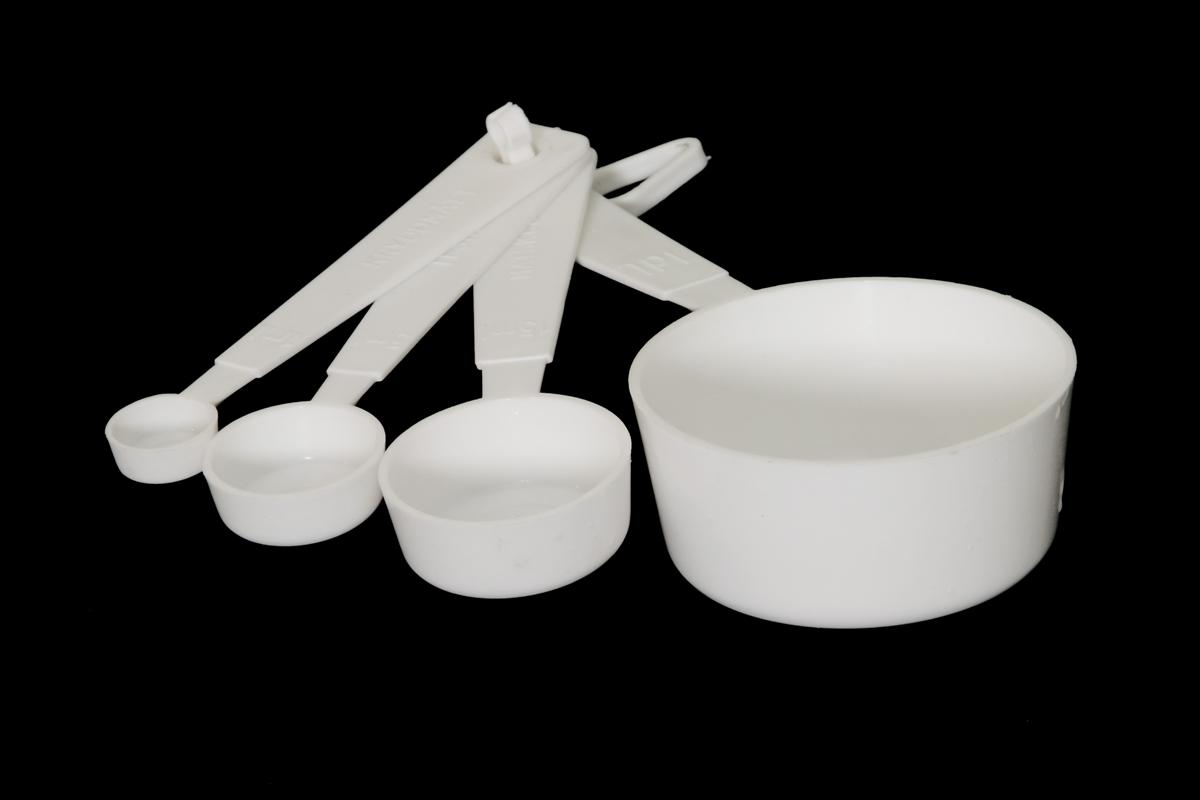
Cucharas medidoras: Medidas de decilitro, cucharada, cucharadita y mililitro.

Una cucharada métrica equivale exactamente a:
- 15 ml o cm³
- 3 cucharaditas de 5 ml

Esta cucharada es la más usada en el mundo, un estándar no oficial, y equivale aproximadamente a:
- 0,91536 pulgadas cúbicas
- 0,52793 onzas líquidas imperiales

## Cucharada imperial
La cucharada imperial (tablespoon) no ha sido estandarizada, y puede tradicionalmente significar:
- En el Reino Unido: 5⁄8 onza líquida imperial, o aproximadamente 17,76 ml
- En Canadá: 1⁄2 onza líquida imperial, o aproximadamente 14,21 ml
- Si fuere entendido como la cucharada métrica: 15 ml.

En todo caso, es igual a 3 cucharaditas del mismo sistema.

## Cucharada estadounidense
Una cucharada estadounidense (tablespoon) equivale exactamente a:
- 3 cucharaditas estadounidenses (teaspoon)
- 1⁄2 onzas líquidas estadounidenses

Eso equivale aproximadamente a:
- 0,90234 pulgadas cúbicas
- 14,787 ml o cm³

En los Estados Unidos se ha legislado el uso de la cucharada métrica para medidas oficiales, como en el área de nutrición. La diferencia entre las dos medidas es casi 1,5%.

## Cucharada romana
En el Imperio Romano se usaba la medida ligula, que correspondía 1/48 de sextario, aproximadamente 11,4 ml.